# D-アラビノース-1-デヒドロゲナーゼ
D-アラビノース-1-デヒドロゲナーゼ（D-arabinose 1-dehydrogenase）は、次の化学反応を触媒する酸化還元酵素である。
D-アラビノース + NAD+ {\displaystyle \rightleftharpoons } D-アラビノノ-1,4-ラクトン + NADH + H+
すなわち、この酵素の基質はD-アラビノースとNAD+、生成物はD-アラビノノ-1,4-ラクトンとNADHとH+である。
組織名はD-arabinose:NAD+ 1-oxidoreductaseで、別名にNAD+-pentose-dehydrogenase, arabinose(fucose)dehydrogenaseがある。